# Luigi Pezzuto

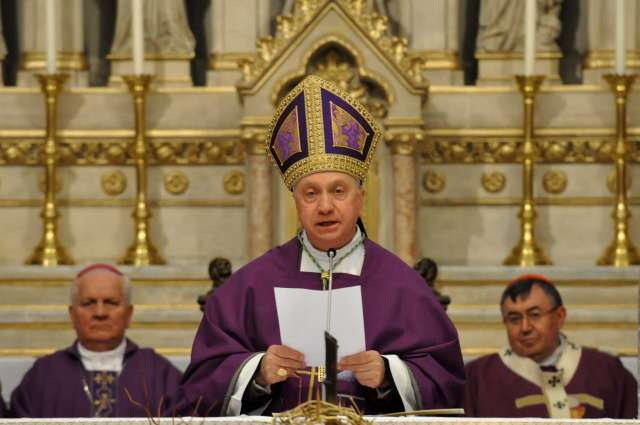
Luigi Pezzuto

Luigi Pezzuto (* 30. April 1946 in Squinzano, Provinz Lecce, Italien) ist ein italienischer Geistlicher, emeritierter römisch-katholischer Erzbischof und  Diplomat des Heiligen Stuhls.

## Leben
Luigi Pezzuto empfing am 25. September 1971 das Sakrament der Priesterweihe für das Erzbistum Lecce. Er wurde im Fach Katholische Theologie promoviert.
Am 1. April 1978 trat Luigi Pezzuto in den diplomatischen Dienst des Heiligen Stuhls ein. Er war in den Apostolischen Nuntiaturen in Ghana, Paraguay, Papua-Neuguinea, Brasilien, im Senegal, in Ruanda und Portugal tätig. Luigi Pezzuto wurde am 18. Oktober 1995 Chargé d’affaires in den Apostolischen Nuntiaturen in der Republik Kongo und in Gabun.
Am 7. Dezember 1996 ernannte ihn Papst Johannes Paul II. zum Titularerzbischof von Turris in Proconsulari und bestellte ihn zum Apostolischen Nuntius in der Republik Kongo und in Gabun. Die Bischofsweihe spendete ihm der Papst persönlich am 6. Januar 1997; Mitkonsekratoren waren der Offizial im Staatssekretariat des Heiligen Stuhls, Kurienerzbischof Giovanni Battista Re, und der Sekretär der Kongregation für die orientalischen Kirchen, Kurienerzbischof Miroslaw Marusyn. Am 22. Mai 1999 ernannte ihn Papst Johannes Paul II. zum Apostolischen Nuntius in Tansania. Luigi Pezzuto wurde am 2. April 2005 zum Apostolischen Nuntius in El Salvador bestellt. Am 7. Mai 2005 ernannte ihn Papst Benedikt XVI. zudem zum Apostolischen Nuntius in Belize. Am 17. November 2012 wurde er zum Apostolischen Nuntius in Bosnien und Herzegowina und Montenegro ernannt.
Am 16. Januar 2016 ernannte ihn Papst Franziskus zusätzlich zum Apostolischen Nuntius in Monaco. Mit der Ernennung seines Nachfolgers Antonio Arcari endete seine Tätigkeit als Nuntius in Monaco am 25. Mai 2019.
Am 31. August 2021 nahm Papst Franziskus seinen altersbedingten Rücktritt an.